# Konsekutivsatz in der spanischen Sprache
Unter einem Folgesatz oder Konsekutivsatz, oración consecutiva versteht man in der Grammatik eine spezielle Form eines adverbialen Nebensatz (Protasis), oración subordinada adverbial. Als Konsekutivsätze gelten die Nebensätze, die im Hauptsatz die syntaktische Funktion einer Adverbialbestimmung der Konsequenz aus den vorgegebenen Sachverhalten ausüben.

## Erläuterung
Durch den Konsekutivsatz (Protasis) werden zwei Sätze verbunden, die in einer Grund-Folge-Beziehung zueinander stehen; sie geben also eine Konsequenz an, was bedeutet, dass sie eine Folge bzw. Wirkung ausdrücken können. Im Deutschen steht die konsekutive Satzverbindung immer nach dem Hauptsatz (Apodosis).
```
 
Ich hatte viel gearbeitet
, 
so dass
 
meine Kenntnis über den Sachverhalt kein Problem mehr war.
```

Die Konsekutivsätzen, oraciones consecutivas die eine Folge beschreiben und meist ein Korrelat oder Bezugswort im Hauptsatz aufweisen, die Finalsätze, oraciones finales die eine beabsichtigte Folge oder einen Zweck oder ein Ziel angeben, stehen zusammen mit den Konditionalsätzen, oraciones condicionales, welche eine Bedingung für die Hauptsatzhandlung (Apodose) bezeichnen, den Konzessivsätzen, oraciones concesivas, die einen Gegengrund beschreiben, der üblicherweise eine Hauptsatzhandlung verhindert, den Kausalsätzen, oraciones causales im weiteren Sinne nahe, vermögen letztere doch einen Grund für den im Hauptsatz beschriebenen Tatbestand oder Sachverhalt auszudrücken, da es in allen diesen Adverbialsätze immer auch um Ursache-Folge-Beziehungen geht; man nennt sie auch „Gruppe der hypothetischen Satzgefüge“.
Der Folgesatz wir durch konsekutive Konjunktionen, conjunciones consecutivas eingeleitet.
Im Deutschen werden solche Nebensätze etwa durch die Wörter wie: „so dass“, „sodass“, „als dass“, „ohne … zu“ und „um … zu“. eingeleitet. Die Konsekutivsätze (Protasis) geben darüber Auskunft oder antworten auf die Frage: „Mit welcher Folge?“
Die wichtigsten vergleichenden Konnektoren sind die Konjunktionen, conjunciones consecutivas sind im Spanischen:
| spanische Wörter | deutsche Übersetzungen                |
| ---------------- | ------------------------------------- |
| así que          | daher                                 |
| de modo que      | anders als; so, dass                  |
| de manera que    | somit; so dass                        |
| de forma que     | daher; so dass                        |
| de ahí que       | von daher                             |
| de allí que      | von dort her                          |
| tan ... que      | so .... dass                          |
| tanto que        | so sehr dass; so viel dass            |
| por consiguiente | dementsprechend; folglich; demzufolge |
| por lo tanto     | mithin; folglich                      |

Ein konsekutiver Nebensatz (Protasis) gibt die Folge oder Konsequenz eines Hauptsatzgeschehens (Apodosis) an. Dabei zeichnet sich der Konsekutivsatz durch seine unbeabsichtigte Folge, der Finalsatz durch eine beabsichtigte Folge aus dem Geschehen in der Apodosis aus. In der Regel steht ein solcher Nebensatz im Modus indicativus, modo de indicativo. Leiten die Konjunktionen aber einen Konsekutivsatz ein, dessen Folgen aus dem Geschehen ungewiss sind, wird der subjuntivo eingesetzt.
Darüber hinaus bzw. deshalb ziehen bestimmte Konjunktionen, conjunciones consecutivas und ähnliche Wortverbindungen eher den:
- Indicativo: „así que“, „así pues“, „por lo tanto“, „por tanto“, „por consiguiente“, „luego“, „con que“

oder aber den:
- Subjuntivo: „de ahí que“

nach sich.
Während andere den Nebensatz einleitende Konjunktionen, im Sinne des oben gesagten, eingesetzt werden:
- Indicativo / Subjuntivo: „tanto que“, „tan + adjetivo / adverbio + que“, „de tal modo“, „forma“, „manera“, „suerte que“.[6]

– Beispiele:
```
 
Su tío murió de una intoxicación etílica aguda, 
de ahí que
 tenga esa aversión al alcohol.
 
Sein Onkel verstarb (schon) von einer akuten Alkholintoxikation von daher habe er diese Aversion zum Alkohol.
 
Pretérito indefinido de indicativo
 + 
Presente de subjuntivo
```

| Satzteil 1               | Satzteil 2               |
| ------------------------ | ------------------------ |
| Protasis                 | Apodosis                 |
| Nebensatz                | Hauptsatz                |
| Oración subordinada      | Oración principal        |
| Antezendens, antecedente | Konsequens, consiguiente |
| „Vordersatz“             | „Nach- oder Folgesatz“   |
| Folgen                   | Tatbestände              |
| Unabhängig               | Abhängig                 |
| Koordination             | Subordination            |